# レキシントン級巡洋戦艦
| レキシントン級巡洋戦艦                   | レキシントン級巡洋戦艦                                                               |
| ---------------------------------------- | ------------------------------------------------------------------------------------ |
| レキシントン級（最終設計案）の完成想像図 |                                                                                      |
| 艦級概観                                 |                                                                                      |
| 艦種                                     | 巡洋戦艦                                                                             |
| 艦名                                     | アメリカ独立戦争の戦場、または勲功のあった軍艦の名                                   |
| 性能諸元（計画値）                       |                                                                                      |
| 排水量                                   | 常備：43,500t                                                                        |
| 全長                                     | 266.5m                                                                               |
| 全幅                                     | 32.2m                                                                                |
| 吃水                                     | 9.1m                                                                                 |
| 機関                                     | 蒸気ターボエレクトリック16缶/4軸 180,000馬力                                         |
| 最大速力                                 | 33.3ノット                                                                           |
| 航続距離                                 | 10ノット/12,000海里                                                                  |
| 乗員                                     | 1,297名                                                                              |
| 兵装                                     | 50口径Mk 2 40.6cm砲連装4基 15.2cm砲単装16基 7.6cm砲単装高角砲 6基 533mm魚雷発射管8門 |
| 装甲                                     | 水線178mm 甲板64mm バーベット部130-230mm 砲塔前盾280mm 司令塔305mm                   |

レキシントン級巡洋戦艦（CC-1 - CC-6）は、アメリカ海軍が1917 - 1919建艦計画（ダニエルズ・プラン）で建造を予定した巡洋戦艦である。6隻が計画されたが、2隻は航空母艦として完成し4隻は未成のまま廃棄されたため、巡洋戦艦としては1隻も完成しなかった。
アメリカ海軍が「巡洋戦艦」という艦種名で建造を計画したのは本級のみである。

## 計画
本級の最初の設計は1916年に成立したが、第一次世界大戦の影響で優先順位を下げられたため、着工は戦後の1920年後半以降となり、その間何度も設計変更が行われた。
最初の設計は排水量34,300トン、35.6cm主砲10門と比較的軽度の装甲を備え、35ノットの速力を発揮するというものだった。その後、1919年までに第一次世界大戦の戦訓を取り入れて装甲の強化と主砲口径の40.6cmへの変更が行われた。そのため船型は大型化し、速力は若干低下した。ただしそれでも舷側装甲は178mmと薄弱であり、計画通り完成していれば、高速かつ重武装だが装甲は初期の巡洋戦艦にわずかに勝っている程度の艦になっていたと思われる。
本級は40.6cm連装砲塔4基の強力な火力を備えていたが、その防御は巡洋艦の砲には対抗できても、同程度の戦艦または巡洋戦艦と交戦するにはまったく不十分なものだった。その設計思想はイギリス海軍のカレイジャス級大型軽巡洋艦（いわゆるハッシュ・ハッシュ・クルーザー）に近く、第一次世界大戦の戦訓を取り入れたイギリス海軍のフッド級や日本海軍の天城型のような、重装甲巡洋戦艦の考え方とは異なるものであった。
レキシントン級で特異なのは推進機関である。蒸気タービンによって発電を行い、その電力によって電動機を駆動、それによってスクリューを駆動させて航行するターボ・エレクトリック方式（タービン・エレクトリック方式）で、この方式を備えた船舶としては当時世界最大の艦船となる予定であった。当初計画では、35ノットという高速を発揮するためにボイラーは実に24基もあり、12基を防御甲板の下、12基を防御甲板の上に配置し、煙突は合計で7つ（中央軸線上に3本、その両脇に2本ずつの計7本）にもなる予定だった。その後、技術の進歩によって缶数は徐々に減少して中央軸線上に5本となり、最終的には全16基を防御甲板下に置いて煙突は前後に2本、という常識的な姿に落ち着いた。この大出力の機関は大きな余裕を持っており、後に高速・有用な航空母艦に転用するには極めて適していた。

## 転用と廃棄

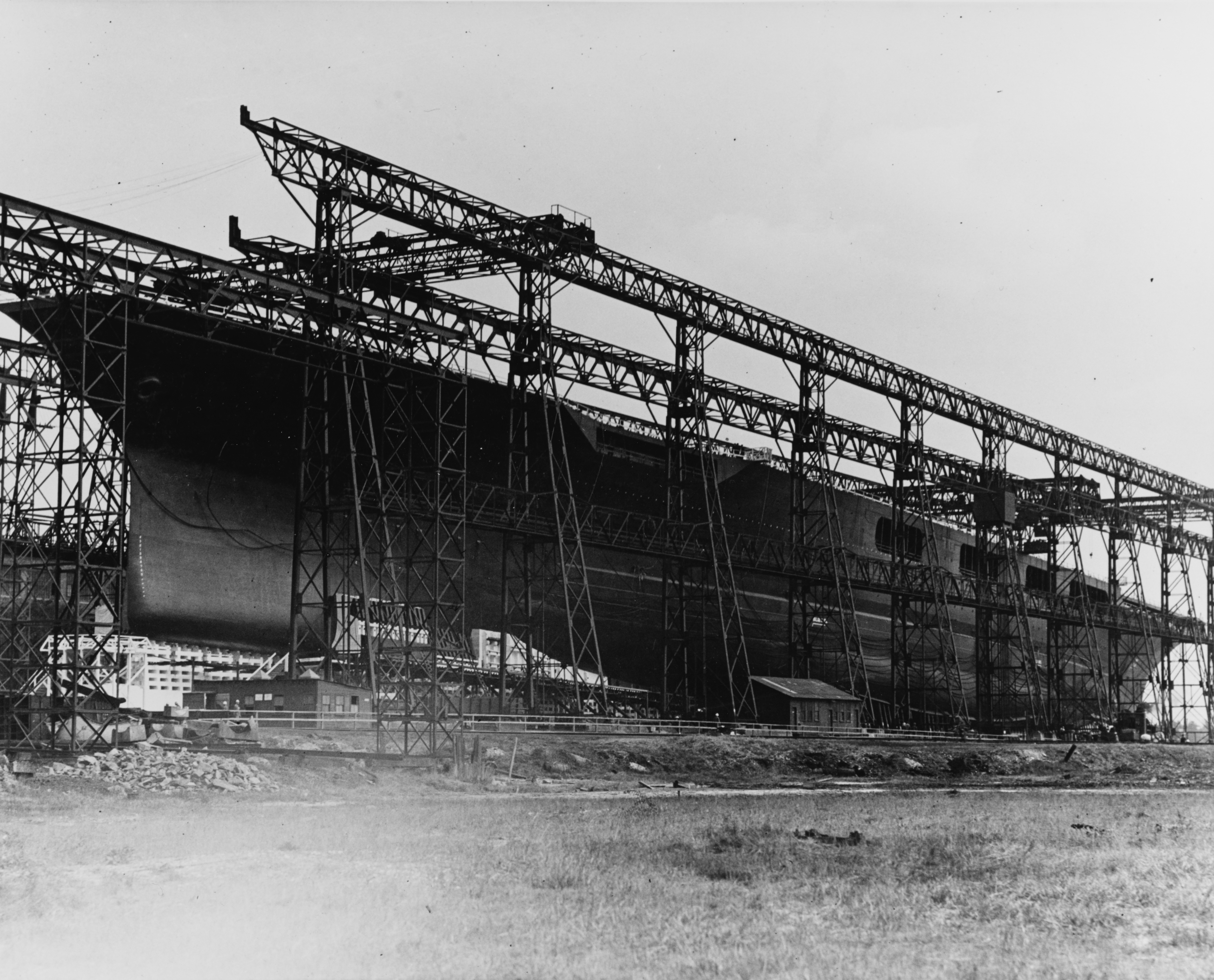
航空母艦に改装される1番艦レキシントン(CC-1)
1925年の撮影

1920年より設計案の幾度もの変遷を経て、ようやく着工されたレキシントン級であったが、建造開始直後の1921年に主力艦の制限を目的のひとつとするワシントン会議が開催されたため、1922年2月に本級の建造は中止されてしまった。
ワシントン海軍軍縮条約は、レキシントン級のうち2隻を航空母艦に転用することを認めていたため、レキシントンとサラトガは空母となった。他の4隻は、1923年8月に正式にキャンセルされ、廃棄となった。

## 同型艦
- レキシントン（USS Lexington, CC-1）

1921年1月建造開始。航空母艦CV-2として完成。珊瑚海海戦（1942年）で沈没。
- コンステレーション（USS Constellation, CC-2）

1920年8月建造開始。1923年8月キャンセル、廃棄。
- サラトガ（USS Saratoga, CC-3）

1920年9月に建造開始。航空母艦CV-3として完成。2番艦コンステレーションでなく本艦が空母に転用されたのは、本艦の方が工事が進捗していたため。太平洋戦争（第二次世界大戦）を生き抜き、クロスロード作戦（ビキニ原爆実験）で沈没。
- レンジャー（USS Ranger, CC-4）

1921年6月建造開始。1923年8月キャンセル、廃棄。
- コンスティチューション（USS Constitution, CC-5）

1920年9月建造開始。1923年8月キャンセル、廃棄。
- ユナイテッド・ステーツ（USS United States, CC-6）

1920年9月建造開始。1923年8月キャンセル、廃棄。

## ギャラリー

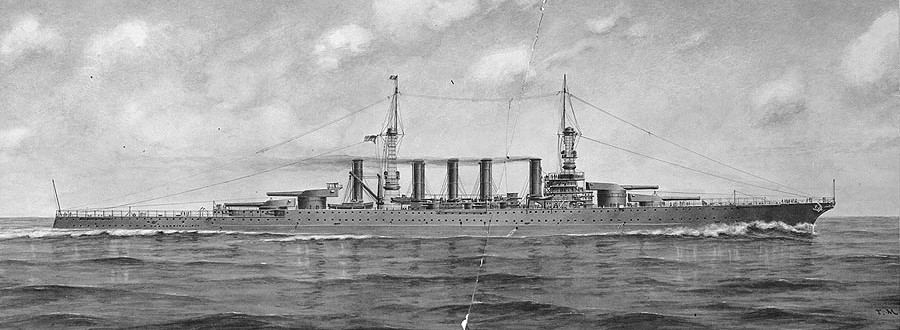
煙突が五本のレキシントン級の完成想像図
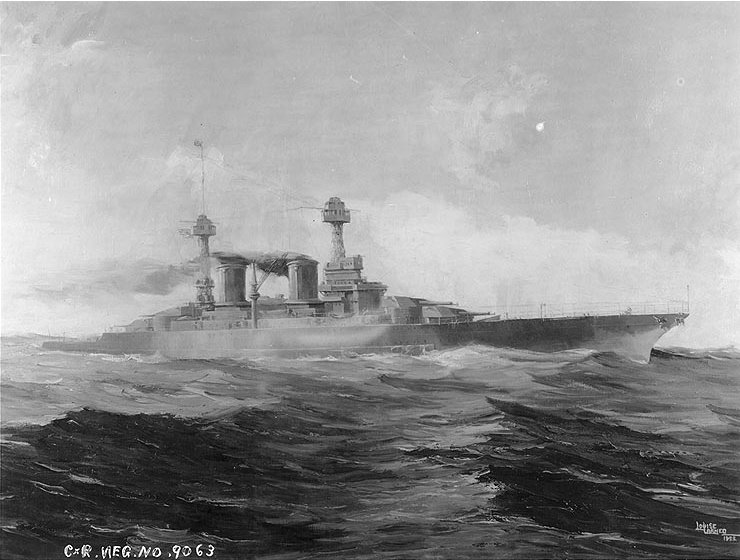
レキシントン級（最終設計案）の完成想像図 煙突は二本となっている
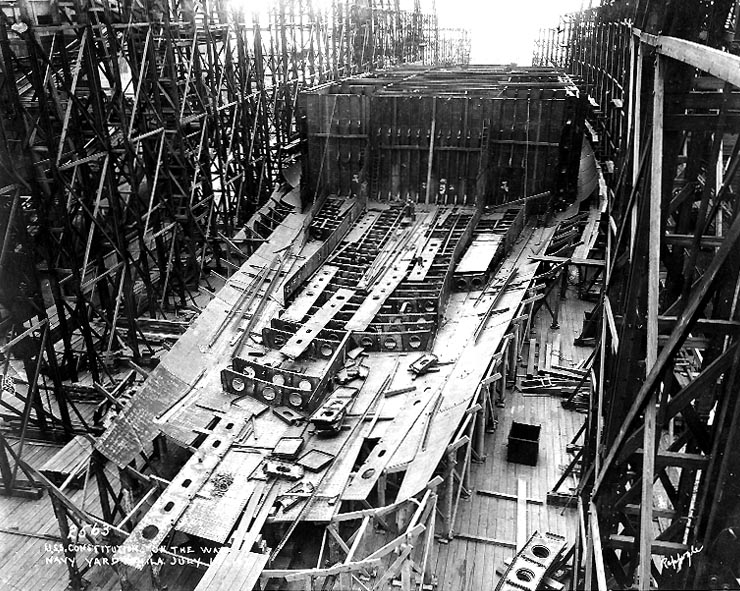
建造中のレキシントン級コンスティチューション(CC-5) （1922年2月撮影）
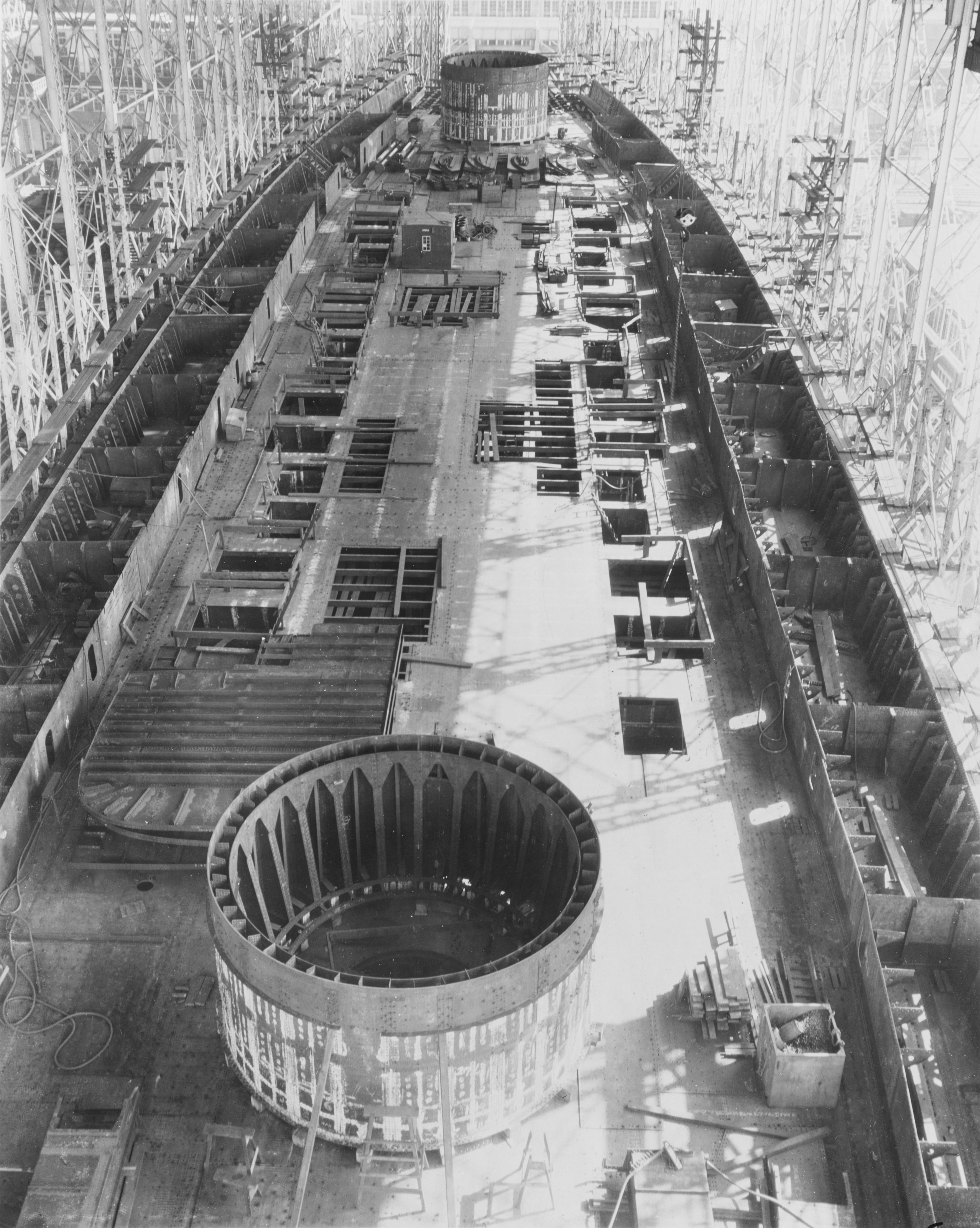
建造中のレキシントン級3番艦、サラトガ(CC-3) 2番および3番砲塔の基部（バーベット）およびその間の長大な機関部区画がわかる （1922年3月8日撮影）